# Psalistops solitarius
Psalistops solitarius is een spinnensoort uit de familie Barychelidae. De soort komt voor in Venezuela.